# Intervalo (tránsito)
En sistemas de tránsito, el intervalo es la distancia o duración entre vehículos. La definición exacta difiere según la aplicación, pero normalmente es la distancia desde la punta delantera de un vehículo hasta la punta delantera del siguiente. Puede expresarse como distancia o como tiempo. Si se expresa como tiempo, el intervalo depende de la velocidad del vehículo.
Una intervalo más corto/pequeño indica un menor espacio entre los vehículos. En aviación, los intervalos se miden en horas o días, mientras que los trenes de carga y los sistemas ferroviarios de cercanías pueden tener intervalos medidos en fracciones de una hora. Los sistemas de metro y tren ligero operan con intervalos del orden de 90 segundos a 20 minutos, y en una autopista los vehículos pueden llegar a tener 2 segundos de intervalo entre ellos.
El intervalo mínimo es la distancia o el tiempo más corto que puede alcanzar un sistema sin reducir la velocidad de los vehículos.
El intervalo de tiempo es una característica clave para calcular la capacidad general de la ruta de cualquier sistema de tránsito. Un sistema con intervalos grandes necesita mucho más espacio vacío que la capacidad de pasajeros que tiene, por lo que reduce la cantidad de pasajeros o carga que puede transportar por línea (ferrocarril o carretera). En este caso, es necesario mejorar la capacidad mediante el uso de vehículos de mayor tamaño. En cambio, los sistemas con intervalos cortos, como los automóviles en una autopista, pueden permitirse tener vehículos con menor capacidad de transporte y aun así tener una gran capacidad.
El término se usa frecuentemente en transporte ferroviario y en autobús, donde a menudo se necesitan intervalos cortos para poder trasladar grandes cantidades de personas en ferrocarriles de transporte masivo y sistemas de tránsito rápido de autobuses . Reducir los intervalos suele requiere más infraestructura, por lo que se hace más costoso lograrlo. Las grandes metrópolis requieren sistemas ferroviarios de pasajeros con capacidades enormes, pero también intervalos reducidos para satisfacer la demanda de pasajeros. Los avances tecnológicos en sistemas de señalización y controles han reducido significativamente los intervalos en comparación con las mismas líneas hace solo unos años. En teoría, los sistemas automatizados de transporte rápido personal y los pelotones de carretera podrían reducir los intervalos de tiempo a tan sólo fracciones de segundo.

## El intervalo y la capacidad de ruta
La capacidad de una ruta se define mediante tres cifras: el número de pasajeros (o el peso de la mercancía) por vehículo, la velocidad segura máxima de los vehículos y el número de vehículos por unidad de tiempo . Dado que el intervalo depende de dos de esos tres factores, es un factor primordial en los cálculos de capacidad. 